# Nell of the Circus
Nell of the Circus es una película dramática de cuatro actos de 1914 escrita, dirigida y protagonizada por la actriz Cecil Spooner.  La película se basó en una obra que Spooner había protagonizado con frecuencia en Nueva York, llamada Polly of the Circus. Se cree que la película está casi perdida.

## Trama
Nell of the Circus se centra en un matrimonio prohibido entre una rica heredera con un artista de circo y su hija, Nell.

## Elenco
- Cecil Spooner como Nell
- Richard Garrick (papel desconocido)[4]